# Coelichneumon hormaleoscelus
Coelichneumon hormaleoscelus là một loài tò vò trong họ Ichneumonidae.